# Alifatou Djibril
Alifatou Djibril (sinh ngày 13 tháng 2 năm 1980) là một vận động viên người Togo chuyên tập bắn và ném đĩa. Cô đã giành được nhiều huy chương ở cấp độ lục địa.

## Thành tích giải đấu
| Năm               | Giải đấu                | Địa điểm                           | Thứ hạng          | Nội dung          | Chú thích         |
| Representing Togo | Representing Togo       | Representing Togo                  | Representing Togo | Representing Togo | Representing Togo |
| ----------------- | ----------------------- | ---------------------------------- | ----------------- | ----------------- | ----------------- |
| 2002              | African Championships   | Radès, Tunisia                     | 6th               | Shot put          | 14.41 m           |
| 2002              | African Championships   | Radès, Tunisia                     | 4th               | Discus throw      | 50.28 m           |
| 2003              | All-Africa Games        | Abuja, Nigeria                     | 5th               | Shot put          | 14.87 m           |
| 2003              | All-Africa Games        | Abuja, Nigeria                     | 3rd               | Discus throw      | 54.79 m           |
| 2003              | Afro-Asian Games        | Hyderabad, India                   | 7th               | Shot put          | 14.73 m           |
| 2003              | Afro-Asian Games        | Hyderabad, India                   | 7th               | Discus throw      | 52.00 m           |
| 2004              | African Championships   | Brazzaville, Republic of the Congo | 3rd               | Shot put          | 15.16 m           |
| 2004              | African Championships   | Brazzaville, Republic of the Congo | 2nd               | Discus throw      | 52.62 m           |
| 2008              | African Championships   | Addis Ababa, Ethiopia              | 8th               | Shot put          | 13.48 m           |
| 2008              | African Championships   | Addis Ababa, Ethiopia              | 4th               | Discus throw      | 45.78 m           |
| 2009              | Jeux de la Francophonie | Beirut, Lebanon                    | 4th               | Discus throw      | 51.55 m           |
| 2011              | All-Africa Games        | Maputo, Mozambique                 | 3rd               | Discus throw      | 46.46 m           |
| 2011              | All-Africa Games        | Maputo, Mozambique                 | 3rd               | Discus throw      | 46.46 m           |
| 2012              | African Championships   | Porto Novo, Benin                  | 6th               | Shot put          | 14.60 m           |
| 2012              | African Championships   | Porto Novo, Benin                  | 5th               | Discus throw      | 48.41 m           |
| 2014              | African Championships   | Marrakech, Morocco                 | 5th               | Shot put          | 14.89 m           |
| 2014              | African Championships   | Marrakech, Morocco                 | 5th               | Discus throw      | 47.17 m           |